# General Alphabet of Cameroon Languages
Il General Alphabet of Cameroon Languages è stato creato verso la fine degli anni settanta a partire dall'ISO basic Latin alphabet (alfabeto latino di base ISO) come sistema ortografico per tutti linguaggi del Camerun.
Maurice Tadadjeu ed Étienne Sadembouo furono fondamentali per la riuscita del progetto.